# Моховской сельсовет (Курганская область)
Моховской сельсовет — упразднённые административно-территориальная единица и муниципальное образование со статусом сельского поселения в составе Макушинского района Курганской области России в связи с преобразованием района в Макушинский муниципальный округ.  
Административный центр — село Моховое.

## История
В соответствии с Законом Курганской области от 6 июля 2004 года № 419 сельсовет наделён статусом сельского поселения.

## Население
| 1989 | 2002 | 2010 | 2012 | 2013 | 2014 | 2015 |
| ---- | ---- | ---- | ---- | ---- | ---- | ---- |
| 401  | ↗410 | ↘239 | ↘220 | ↘212 | ↘200 | ↗201 |
| 2016 | 2017 | 2018 | 2019 | 2020 |      |      |
| ↘183 | ↗186 | ↘172 | ↘171 | ↘167 |      |      |

## Состав сельского поселения
| № | Населённый пункт | Тип населённого пункта       | Население |
| - | ---------------- | ---------------------------- | --------- |
| 1 | Моховое          | село, административный центр | ↘167      |